# Edebergsee
Der Edebergsee ist ein See in der Stadt  Plön in Schleswig-Holstein – östlich der B 76.
Er liegt in der Holsteinischen Schweiz und ist umgeben von einer hügeligen Moränenlandschaft.
Der Edebergsee hat eine ovale Grundform mit einer Länge von ca. 400 m und (in Nord-Süd-Richtung) einer Breite von ca. 250 m. Er hat eine Größe von etwa 8 ha und eine maximale Tiefe von 9,7 Metern. Der Edebergsee hat eine breite, schiffbare Verbindung zu dem nordöstlich gelegenen Höftsee und dem Behler See, in den er auch entwässert.
Der Name des Sees leitet sich vom westlich gelegenen Megedeberg / Edeberg ab.
Es gibt eine Anlegestelle der Fünf-Seen-Fahrt.